# Neil Affleck
Neil Affleck (* 1953 Montréal) je kanadský animátor, režisér a herec. Pracoval jako animátor na seriálech Simpsonovi a Griffinovi. Jako herec se objevil ve filmu Scanners z roku 1981 a hrál hlavní roli ve filmu Valentýnská pomsta z téhož roku. Režíroval také animovaná díla jako Miss Spider a její kamarádi ze Sluneční louky, Mike rytíř a Doki z roku 2009. Animoval šest epizod seriálu Rocko's Modern Life, pět epizod seriálu Kritik a jednu epizodu seriálů Pearlie, Prince Valiant a Wayside. Za animovaný film Hands získal Affleck cenu Normana McLarena.

## Raný život
Affleck se narodil v roce 1953 v Montrealu v kanadské provincii Quebec a je synem kanadského architekta Raymonda Afflecka, který byl jedním ze zakladatelů montrealské architektonické firmy Arcop.

## Život
Affleck začínal jako herec a účinkoval ve filmech a televizních pořadech, jako jsou Divoká věc, Cross Country, Murder By Phone, Návštěvní hodiny, Dirty Tricks, Valentýnská pomsta, Scanners, Nebeský pes a Dočkáme se někdy rána? Jeho nejvýraznější rolí byl film Valentýnská pomsta, který však byl špatně přijat, například Andrew Dowler o něm prohlásil, že scénář, herecké výkony a kamera byly příšerné, ploché a trapně amatérské.
Poté, co se Affleck snažil stát hercem v Torontu, přestěhoval se do Los Angeles ve Spojených státech a rozhodl se stát animátorem. V National Film Board of Canada (NFB) ho v animaci vedl Norman McLaren. Když Affleckovi končilo vízum, informoval ho jeho přítel, že se najímají režiséři pro práci na seriálu Simpsonovi. Affleck pracoval na Simpsonových v letech 1994 až 2007, animoval 52 dílů a režíroval 7 dílů.

## Osobní život
Affleck je ženatý a má jednu dceru. Rád hraje hokej.

## Filmografie

### Film
| Rok  | Název                  | Role                                |
| ---- | ---------------------- | ----------------------------------- |
| 1980 | Nebeský pes            | Postie                              |
| 1981 | Scanners               | Student medicíny v obchodním centru |
| 1981 | Valentýnská pomsta     | Axel Palmer                         |
| 1981 | Dirty Tricks           | Student                             |
| 1982 | Návštěvní hodiny       | Policejní důstojník                 |
| 1982 | Vražedná linka         | Sledovač telefonu                   |
| 1983 | Dočkáme se někdy rána? | Herec                               |
| 1983 | Cross Country          | Detektiv Kibbee                     |
| 1987 | Divoká věc             | Detektiv Walt                       |
| 2016 | Petrol                 | Zaměstnavatel                       |
| 2017 | Sandman: 24 Hour Diner | Marsh                               |

### DílySimpsonových
8. řada
- Simpsonovi

9. řada
- Líza skeptik
- Hrátky s Ralphem

10. řada
- Ať žije Flanders

11. řada
- Marge jako rukojmí
- Čas vína a bědování

12. řada
- Homer versus důstojnost